# Jüdischer Friedhof (Dörrebach)

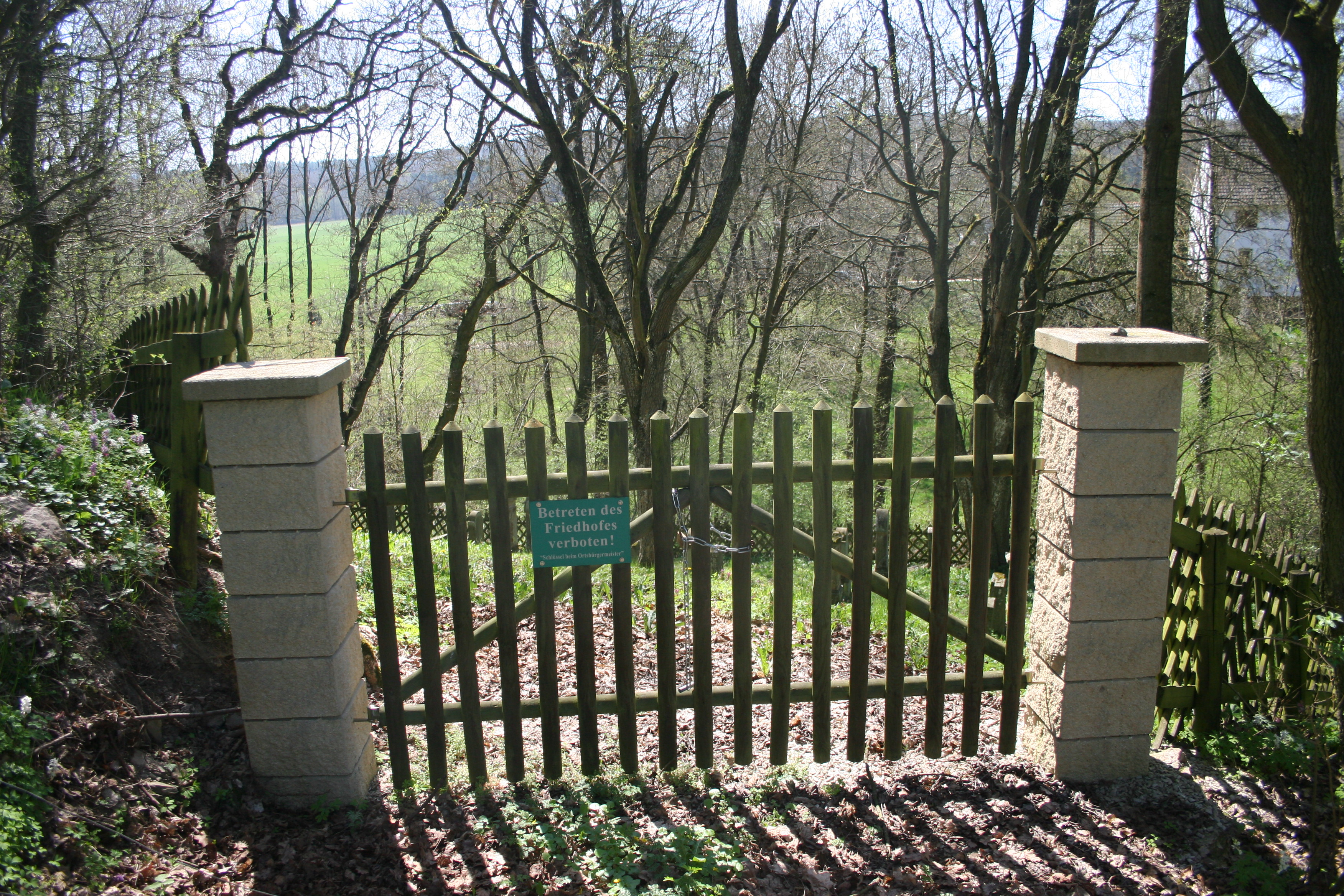
Eingang zum Friedhof

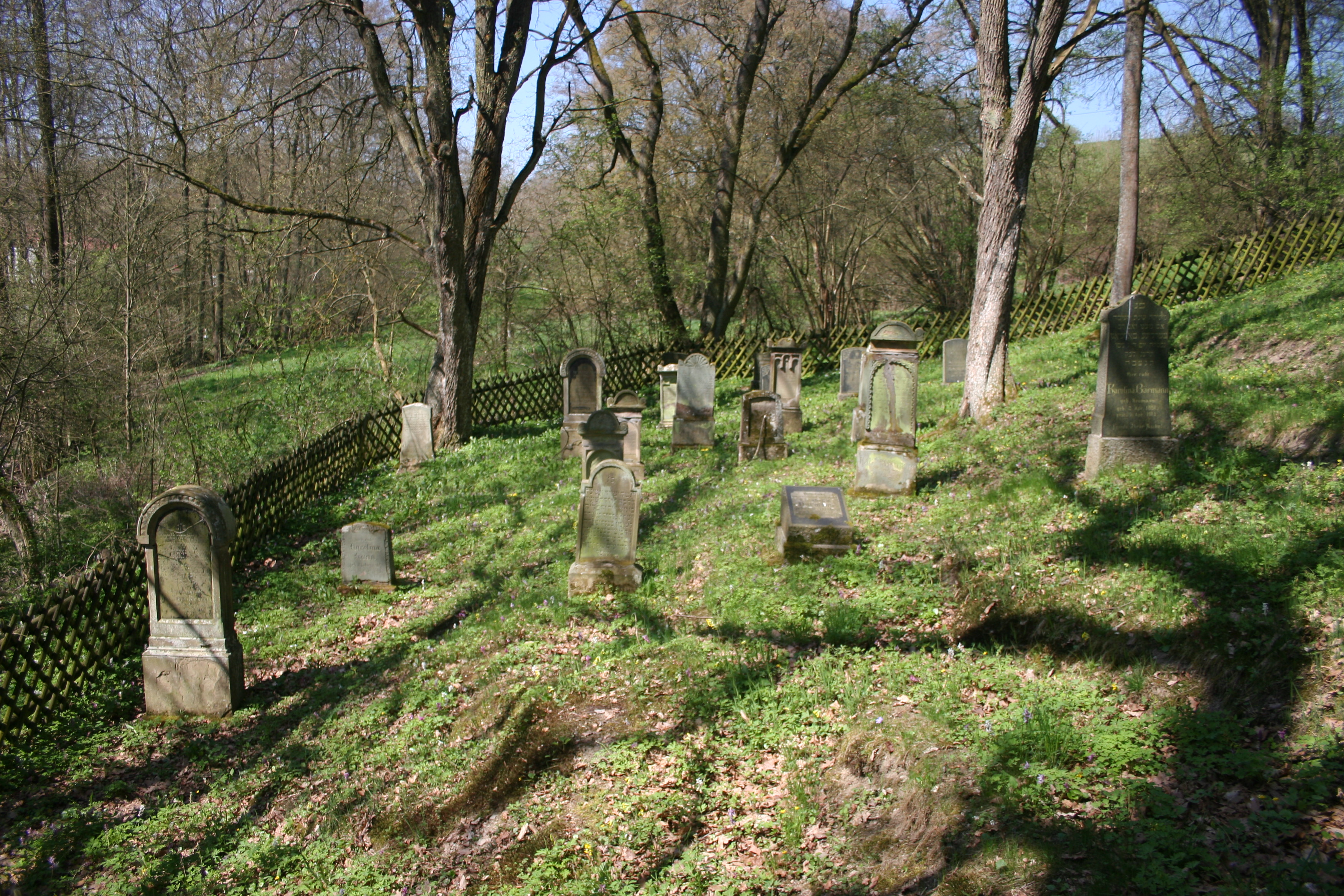
Ansicht des Friedhofs

Der Jüdische Friedhof Dörrebach ist ein jüdischer Friedhof in der Ortsgemeinde Dörrebach im Landkreis Bad Kreuznach in Rheinland-Pfalz. Der Friedhof steht als schützenswertes Kulturdenkmal unter Denkmalschutz.
Der Friedhof liegt südlich des Ortes im Gebiet Unterm Bingelsberg nahe der Lehnmühle. Er wurde vermutlich um 1870 angelegt, da die Grabsteine (Mazewot) zwischen 1871 und 1937 datieren. Auf dem alten Teil befinden sich zehn mit Grabsteinen markierte Gräber, auf dem neuen Teil 21 mit zum Teil noch gut erhaltenen Grabsteinen. Die Friedhofsfläche beträgt 16,54 ar.